# 1966-os női sakkolimpia
A 3. női sakkolimpiát 1966. október 2. és október 15. között a Német Szövetségi Köztársaságban, Oberhausenben, az újonnan felavatott Sportcsarnokban rendezték meg. A 17. nyílt sakkolimpiára ezt követően október 23-tól került sor Havannában. A nyílt és a női versenyek együttes megrendezésére rendszeresen csak 1976-tól kezdődően került sor. A verseny győztese a címvédő szovjet válogatott lett.

## A résztvevők
A versenyen 14 ország 41 versenyzője vett részt, köztük 1 nemzetközi mester és 21 női nemzetközi mester. A csapatok két főt és egy tartalékot nevezhettek, köztük az erősorrendet meg kellett adni, így lehetőség nyílt a táblánkénti legjobb egyéni eredmények megállapítására.

## A verseny lefolyása
A versenyt a csapatok között körmérkőzéses formában rendezték. A csapat eredményét az egyes versenyzők által megszerzett pontok alapján számolták. Holtverseny esetén vették csak figyelembe a csapateredményeket, ahol a csapatgyőzelem 2 pontot, a döntetlen 1 pontot ért. Ennek egyenlősége esetén az egymás elleni eredményt, ha ez is egyenlő volt, akkor a Sonneborn–Berger-számítást vették alapul.
A játszmákban fejenként 2,5 óra állt rendelkezésre az első 40 lépés megtételéhez, majd 16 lépésenként további 1 óra.
A verseny nagy esélyese a szovjet válogatott volt, az első táblán a regnáló világbajnok Nona Gaprindasvilivel, a második táblán az 1965. évi szovjet bajnok Valentina Kozlovszkaja játszott, a tartalék a korábbi szovjet bajnok, az 1963-as olimpiai bajnokságot nyert csapat tagja, Tatjana Zatulovszkaja volt. A szovjetek esélyessége ellenére a versenyen a 8. fordulóig a román válogatott állt az élen, amely nagy meglepetésre az első fordulóban 2–0 arányban legyőzte a szovjet válogatottat. A románok a 9. fordulóban az Amerikai Egyesült Államoktól elszenvedett 2–0-s vereségük után estek vissza a második helyre. A harmadik helyet az élen végző két csapattól leszakadva a Német Demokratikus Köztársaság csapata szerezte meg.
A magyar csapatot Karakas Éva, Krizsán-Bilek Gyuláné és Verőci Zsuzsa alkotta. Előzetesen a 4. hely elérését tartották lehetségesnek, de Karakas Éva gyenge teljesítménye visszavetette őket a 6–7. helyre. A holtversenyszámítás alapján mind a pontszám, mind a csapatpontszám, mind az egymás elleni eredményünk azonos volt a csehszlovák csapattal, végül a Sonneborn–Berger-számítás döntött a csehszlovákok javára, így csapatunk végül a 7. helyen végzett.

## A verseny végeredménye
| H. | Csapat                    | O.kód | 1 | 2 | 3  | 4 | 5  | 6  | 7  | 8  | 9  | 10 | 11 | 12 | 13 | 14 | Pont | CsP[4] | SB[5]  | +  | = | -  |
| -- | ------------------------- | ----- | - | - | -- | - | -- | -- | -- | -- | -- | -- | -- | -- | -- | -- | ---- | ------ | ------ | -- | - | -- |
| 1  | Szovjetunió               | URS   | ● | 0 | 1  | 2 | 2  | 1½ | 2  | 2  | 1½ | 2  | 2  | 2  | 2  | 2  | 22   | 23     | 131.00 | 11 | 1 | 1  |
| 2  | Románia                   | ROM   | 2 | ● | 1  | 2 | 2  | 1½ | 1  | 1½ | 1½ | 0  | 2  | 2  | 2  | 2  | 20½  | 22     | 136.00 | 10 | 2 | 1  |
| 3  | NDK                       | GDR   | 1 | 1 | ●  | ½ | 1  | ½  | 1  | 1  | 1  | 2  | 2  | 2  | 2  | 2  | 17   | 16     | 83.75  | 5  | 6 | 2  |
| 4  | Jugoszlávia               | YUG   | 0 | 0 | 1½ | ● | 1½ | 1  | 1  | 1  | 1½ | 1½ | 1½ | 2  | 2  | 2  | 16½  | 19     | 101.00 | 8  | 3 | 2  |
| 5  | Hollandia                 | NED   | 0 | 0 | 1  | ½ | ●  | 1  | 1½ | 2  | 1½ | 1½ | 2  | 1½ | 1½ | 2  | 16   | 18     | 91.00  | 8  | 2 | 3  |
| 6  | Csehszlovákia             | CSR   | ½ | ½ | 1½ | 1 | 1  | ●  | 1  | 1  | 1½ | 1½ | 1  | 1½ | 1  | 2  | 15   | 16     | 86.75  | 5  | 6 | 2  |
| 7  | Magyarország              | HUN   | 0 | 1 | 1  | 1 | ½  | 1  | ●  | 1  | 1  | 2  | 2  | 1½ | 1½ | 1½ | 15   | 16     | 81.50  | 5  | 6 | 2  |
| 8  | Bulgária                  | BUL   | 0 | ½ | 1  | 1 | 0  | 1  | 1  | ●  | 1  | 2  | 1  | 1½ | 2  | 2  | 14   | 14     | 67.25  | 4  | 6 | 3  |
| 9  | Anglia                    | ENG   | ½ | ½ | 1  | ½ | ½  | ½  | 1  | 1  | ●  | 1½ | 1  | 1½ | 1  | 1½ | 12   | 11     | 50.00  | 3  | 5 | 5  |
| 10 | Amerikai Egyesült Államok | USA   | 0 | 2 | 0  | ½ | ½  | ½  | 0  | 0  | ½  | ●  | 1  | 2  | 1½ | 1  | 9½   | 8      | 38.50  | 3  | 2 | 8  |
| 11 | Lengyelország             | POL   | 0 | 0 | 0  | ½ | 0  | 1  | 0  | 1  | 1  | 1  | ●  | ½  | 2  | 2  | 9    | 8      | 34.25  | 2  | 4 | 7  |
| 12 | NSZK                      | GER   | 0 | 0 | 0  | 0 | ½  | ½  | ½  | ½  | ½  | 0  | 1½ | ●  | 2  | ½  | 6½   | 4      | 14.00  | 2  | 0 | 11 |
| 13 | Dánia                     | DEN   | 0 | 0 | 0  | 0 | ½  | 1  | ½  | 0  | 1  | ½  | 0  | 0  | ●  | 1½ | 5    | 4      | 17.50  | 1  | 2 | 10 |
| 14 | Ausztria                  | AUT   | 0 | 0 | 0  | 0 | 0  | 0  | ½  | 0  | ½  | 1  | 0  | 1½ | ½  | ●  | 4    | 3      | 11.25  | 1  | 1 | 11 |

### Az egyéni érmesek
A magyar versenyzők közül Krizsán-Bilek Gyuláné a második táblán elért eredményével egyéni ezüstérmet szerzett. Különdíjat kapott a teljes mezőnyt tekintve legtöbb szerzett pontért a bolgár Venka Asenova, valamint a legmagasabb százalékos eredményért Tatjana Zatulovszkaja.
| H. | Versenyző neve     | Ország      | Pont | Játszmaszám | Százalék |
| -- | ------------------ | ----------- | ---- | ----------- | -------- |
|    | Nona Gaprindasvili | Szovjetunió | 9    | 11          | 81,8     |
|    | Alexandra Nicolau  | Románia     | 8    | 10          | 80       |
|    | Venka Asenova      | Bulgária    | 9½   | 13          | 73,1     |
| H. | Versenyző neve         | Ország        | Pont | Játszmaszám | Százalék |
| -- | ---------------------- | ------------- | ---- | ----------- | -------- |
|    | Elisabeta Polihroniade | Románia       | 7½   | 9           | 83,3     |
|    | Hendrika Timmer        | Hollandia     | 5    | 8           | 62,5     |
|    | Krizsán-Bilek Gyuláné  | Magyarország  | 5    | 8           | 62,5     |
|    | Rowena Bruce           | Anglia        | 7½   | 12          | 62,5     |
|    | Jana Malypetrová       | Csehszlovákia | 7½   | 12          | 62,5     |
| H. | Versenyző neve        | Ország      | Pont | Játszmaszám | Százalék |
| -- | --------------------- | ----------- | ---- | ----------- | -------- |
|    | Tatjana Zatulovszkaja | Szovjetunió | 8½   | 9           | 94,4     |
|    | Gabriele Just         | NDK         | 8    | 9           | 88,9     |
|    | Katarina Jovanović    | Jugoszlávia | 7    | 9           | 77,8     |

## A magyar versenyzők eredményei
| Forduló                            | Ellenfél                           | Karakas Éva | Karakas Éva | Krizsán-Bilek Gyuláné | Krizsán-Bilek Gyuláné | Verőci Zsuzsa | Verőci Zsuzsa | Pont |
| ---------------------------------- | ---------------------------------- | ----------- | ----------- | --------------------- | --------------------- | ------------- | ------------- | ---- |
| 1                                  | Ausztria                           | Ager        | ½           | Hausner               | 1                     |               |               | 1½   |
| 2                                  | Anglia                             | Sunnucks    | 1           |                       |                       | Bruce         | 0             | 1    |
| 3                                  | NDK                                |             |             | Keller-Herrmann       | ½                     | Just          | ½             | 1    |
| 4                                  | Románia                            | Nicolau     | ½           | Polihroniade          | ½                     |               |               | 1    |
| 5                                  | Szovjetunió                        |             |             | Nona Gaprindasvili    | 0                     | Zatulovszkaja | 0             | 0    |
| 6                                  | Bulgária                           | Asenova     | 0           |                       |                       | Trojanska     | 1             | 1    |
| 7                                  | Dánia                              | Larsen      | ½           | Enevoldsen            | 1                     |               |               | 1    |
| 8                                  | NSZK                               |             |             | Stibaner              | ½                     | Kärner        | 1             | 1½   |
| 9                                  | Csehszlovákia                      | Eretová     | 0           |                       |                       | Malypetrová   | 1             | 1    |
| 10                                 | Hollandia                          | Timmer      | 0           |                       |                       | Heemskerk     | ½             | ½    |
| 11                                 | Lengyelország                      |             |             | Radzikowska           | 1                     | Samolewicz    | 1             | 2    |
| 12                                 | Jugoszlávia                        | Nedeljković | ½           | Jovanović             | ½                     |               |               | 1    |
| 13                                 | Amerikai Egyesült Államok          | Gresser     | 1           |                       |                       | Aronson       | 1             | 2    |
| Szerzett pontszám (Játszmák száma) | Szerzett pontszám (Játszmák száma) | 4 (9)       | 4 (9)       | 5 (8)                 | 5 (8)                 | 6 (9)         | 6 (9)         |      |